# Rallye de Finlande 2017
Le Rallye de Finlande 2017 est le 9e rallye du Championnat du monde des rallyes 2017 et la 67e édition de l’épreuve. Il se déroule sur 25 épreuves spéciales. Esapekka Lappi et Janne Ferm, au volant d'une Toyota Yaris WRC, remportent le rallye pour ce qui est leur premier succès en championnat du monde des rallyes alors qu'il s'agit de leur quatrième engagement au plus haut niveau. Esapekka Lappi devient aussi le sixième vainqueur différent de la saison après Sébastien Ogier, Jari-Matti Latvala, Kris Meeke, Thierry Neuville et Ott Tänak.

## Participants
| Engagés notables | Engagés notables            | Engagés notables | Engagés notables   | Engagés notables   | Engagés notables           | Engagés notables |
| no               | Pilote                      | Classe           | Copilote           | Voiture            | Engagé                     | Pneus            |
| ---------------- | --------------------------- | ---------------- | ------------------ | ------------------ | -------------------------- | ---------------- |
| 1                | M-Sport World Rally Team    | WRC              | Sébastien Ogier    | Julien Ingrassia   | Ford Fiesta WRC            | M                |
| 2                | M-Sport World Rally Team    | WRC              | Ott Tänak          | Martin Järveoja    | Ford Fiesta WRC            | M                |
| 3                | M-Sport World Rally Team    | WRC              | Elfyn Evans        | Daniel Barritt     | Ford Fiesta WRC            | D                |
| 4                | Hyundai Motorsport          | WRC              | Hayden Paddon      | Sebastian Marshall | Hyundai i20 Coupe WRC      | M                |
| 5                | Hyundai Motorsport          | WRC              | Thierry Neuville   | Nicolas Gilsoul    | Hyundai i20 Coupe WRC      | M                |
| 6                | Hyundai Motorsport          | WRC              | Dani Sordo         | Marc Martí         | Hyundai i20 Coupe WRC      | M                |
| 7                | Citroën Total Abu Dhabi WRT | WRC              | Kris Meeke         | Paul Nagle         | Citroën C3 WRC             | M                |
| 8                | Citroën Total Abu Dhabi WRT | WRC              | Khalid Al Qassimi  | Chris Patterson    | Citroën C3 WRC             | M                |
| 9                | Citroën Total Abu Dhabi WRT | WRC              | Craig Breen        | Scott Martin       | Citroën C3 WRC             | M                |
| 10               | Toyota Gazoo Racing WRT     | WRC              | Jari-Matti Latvala | Miikka Anttila     | Toyota Yaris WRC           | M                |
| 11               | Toyota Gazoo Racing WRT     | WRC              | Juho Hänninen      | Kaj Lindström      | Toyota Yaris WRC           | M                |
| 12               | Toyota Gazoo Racing WRT     | WRC              | Esapekka Lappi     | Janne Ferm         | Toyota Yaris WRC           | M                |
| 14               | M-Sport World Rally Team    | WRC              | Mads Østberg       | Torstein Eriksen   | Ford Fiesta WRC            | M                |
| 15               | M-Sport World Rally Team    | WRC              | Teemu Suninen      | Mikko Markkula     | Ford Fiesta WRC            | M                |
| 21               | Eurolamp World Rally Team   | WRC              | Valeriy Gorban     | Sergei Larens      | Mini John Cooper Works WRC | M                |
| Source:          |                             |                  |                    |                    |                            |                  |

| Clé   | Clé                                                                             |
| Icône | Classe                                                                          |
| ----- | ------------------------------------------------------------------------------- |
| WRC   | Engagés WRC éligibles pour marquer des points au classement constructeurs       |
| WRC   | Engagés majeurs inéligibles pour marquer des points au classement constructeurs |
| WRC   | Enregistrés pour marquer des points dans le Trophée WRC                         |

## Déroulement de l’épreuve

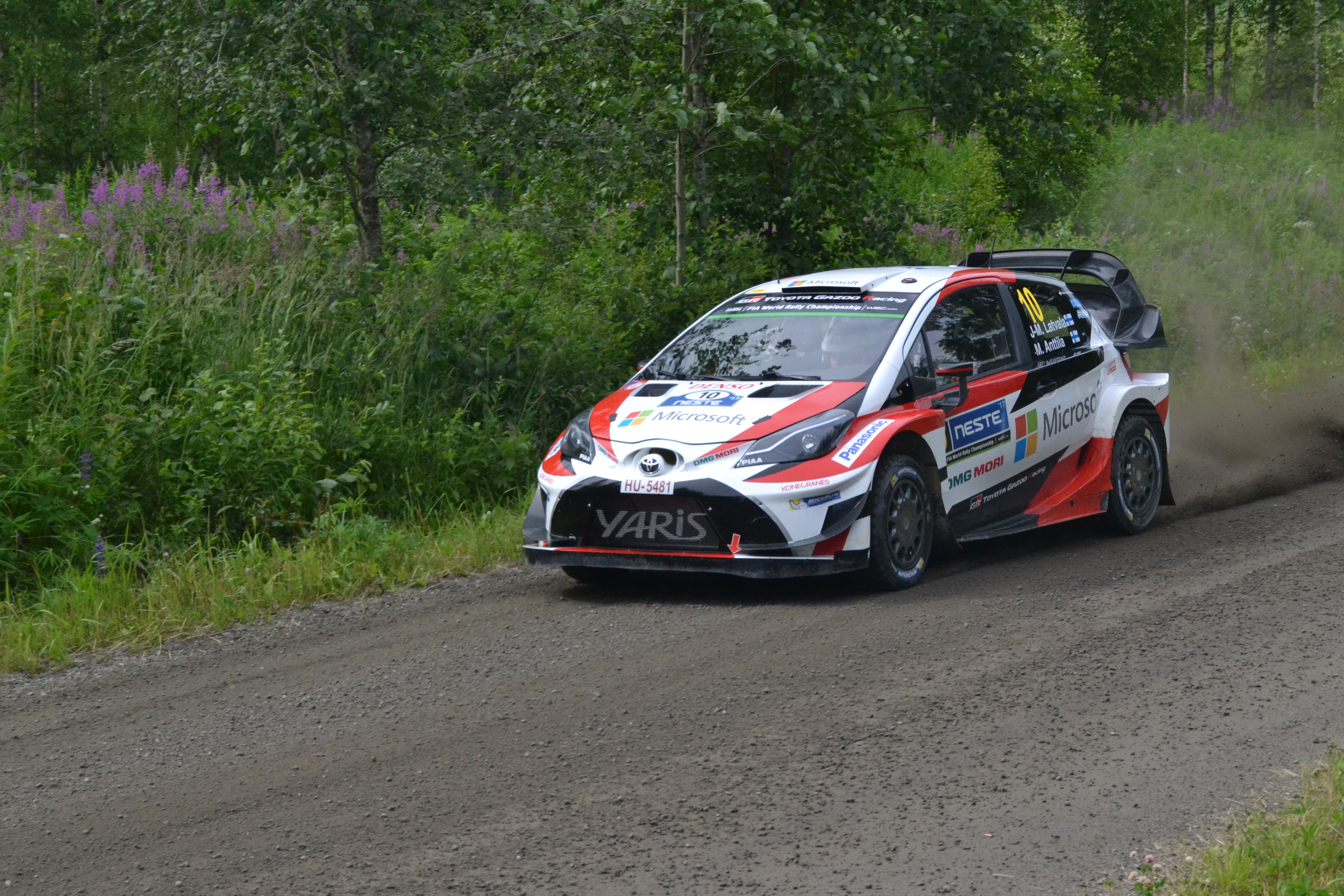
Jari-Matti Latvala, un des acteurs principaux du rallye, durant ce dernier.

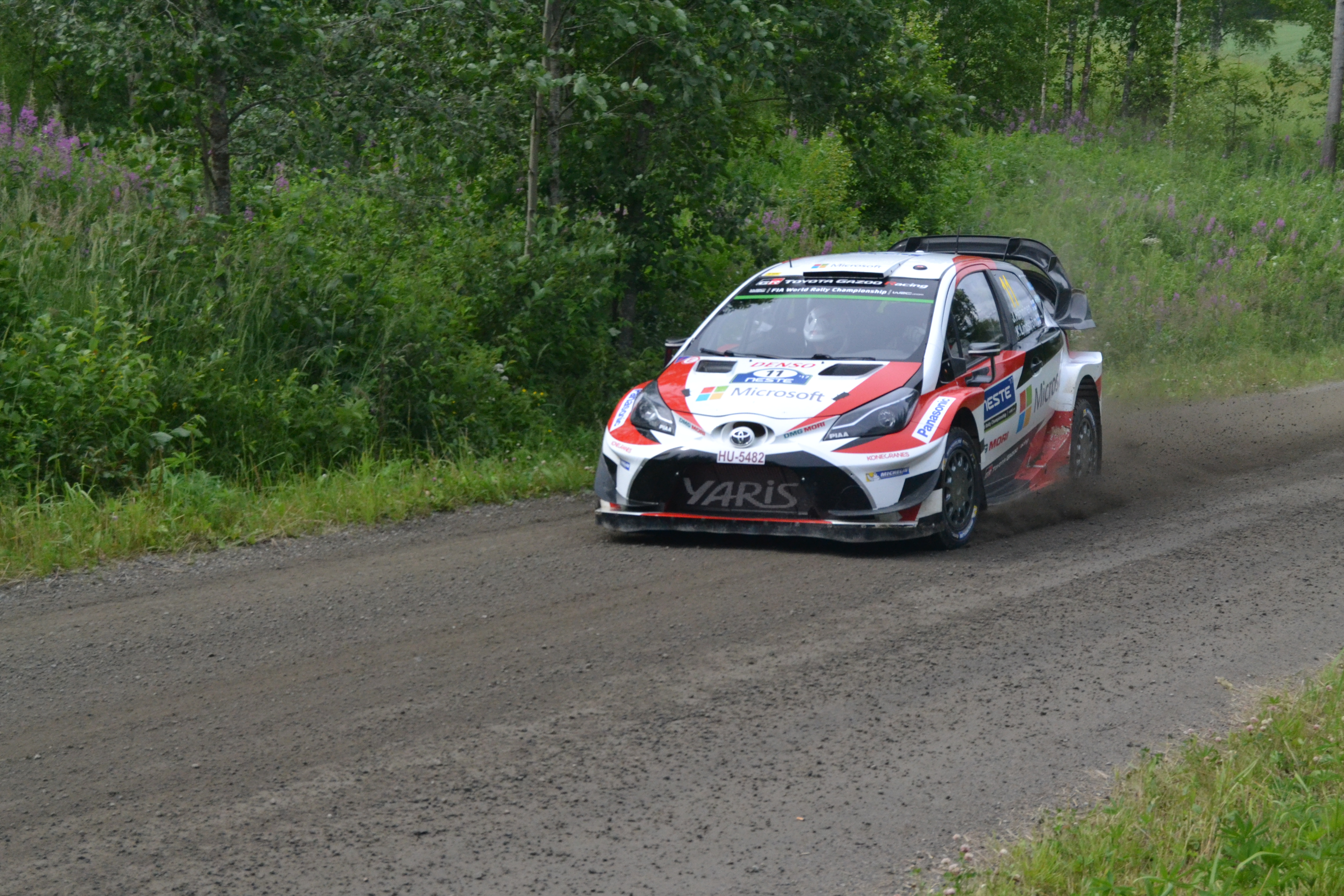
Juho Hänninen, ici durant le rallye qu'il termine troisième.

L'épreuve débute le jeudi avec une courte spéciale dominée par Ott Tänak. Coup de théâtre le lendemain avec la sortie de route contre un arbre du quadruple champion en titre et meneur du championnat 2017 Sébastien Ogier. Pendant ce temps, Jari-Matti Latvala, triple vainqueur de l'épreuve, gagne la troisième spéciale et mène le rallye. Ce leadership est cependant contesté par le finlandais Esapekka Lappi, qui au volant de la troisième Toyota Yaris depuis la manche portugaise en mai, parvient à remporter huit des douze spéciales de la journée, parvenant ainsi à ravir le commandement de l'épreuve à son équipier.
Le duel s'accentue lors de la deuxième étape disputée le samedi, avec Jari-Matti Latvala reprend la tête en s'adjugeant les cinq premières spéciales au programme. Cette réussite prend néanmoins fin durant la 19e spéciale puisqu'il est trahi par la mécanique de sa Yaris alors qu’il devançait Esapekka Lappi de 8 s 5. Ce dernier signe à cette occasion son neuvième et dernier scratch, se consacrant par la suite à gérer son avance sur un trio de pilotes qui bataille pour les deux autres places du podium. Le trio en question est composé d'Elfyn Evans et des finlandais Teemu Suninen et Juho Hänninen.
La dernière étape dominicale voit la dispute à trois se transformer en duel lors de l’avant-dernière spéciale, Teemu Suninen arrachant l’avant de sa Fiesta contre un arbre, ce qui le fait descendre de la deuxième à la quatrième position. La deuxième place revient alors à Juho Hänninen, qui la perd à l’issue de la dernière spéciale au profit d’Elfyn Evans pour seulement 0 s 3. Cette dernière voit Ott Tänak se montrer le plus rapide et empocher cinq points supplémentaires, mais surtout voit Esapekka Lappi remporter son premier rallye WRC et ce à domicile et avec plus de 30 s d'avance sur son plus proche poursuivant.
La première Citroën est celle de Craig Breen classée cinquième, tandis que Thierry Neuville termine sixième, ce qui lui permet en profitant du retrait de son rival au championnat Sébastien Ogier de prendre à ce dernier la tête du championnat et ce pour la première fois de la saison. À noter la huitième place Kris Meeke, vainqueur de l’épreuve l'année passée.

## Résultats

### Classement final

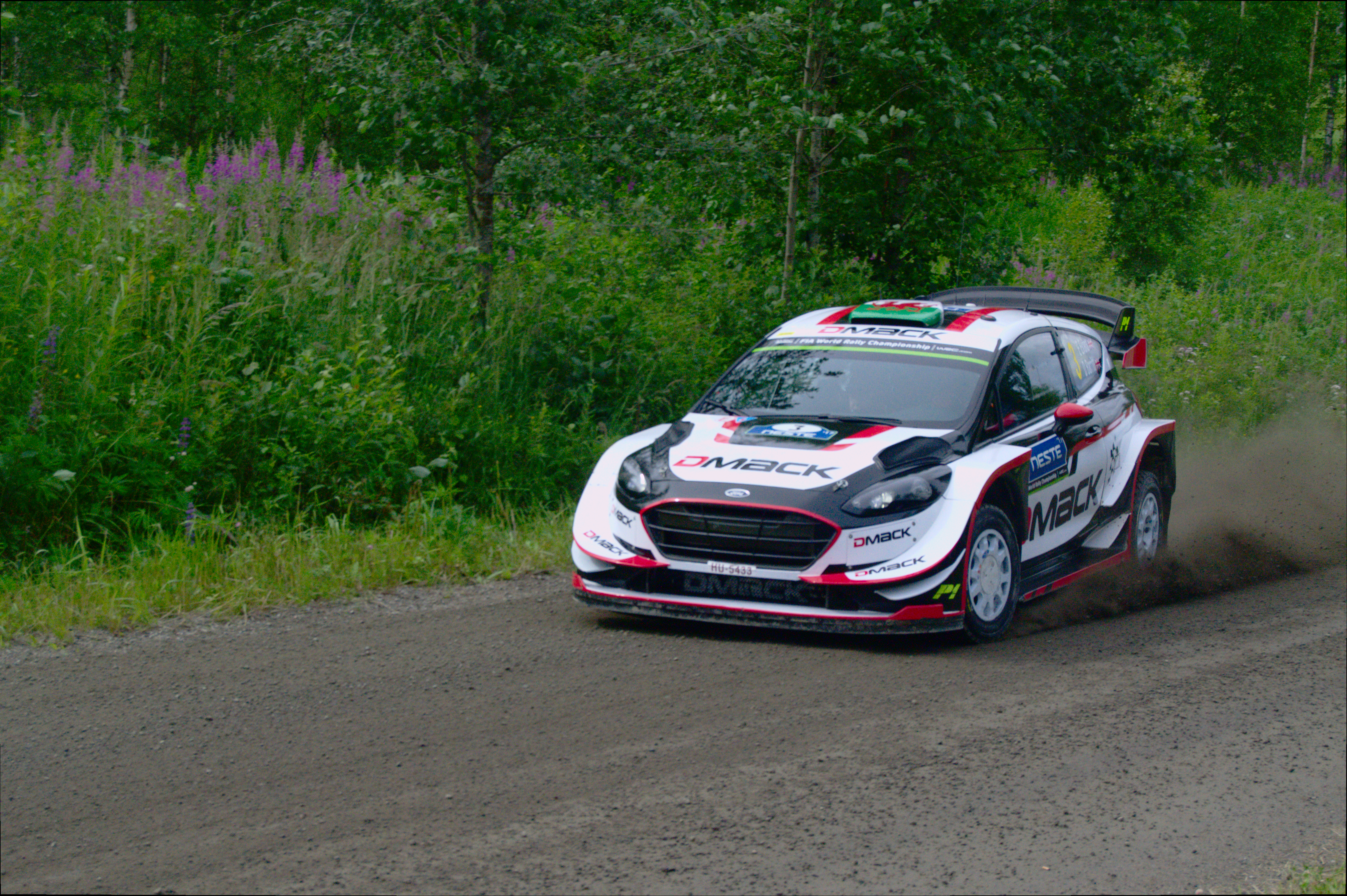
Elfyn Evans, ici durant le rallye, conquiert la deuxième place lors de l'ultime spéciale.

| Pos.               | no                 | Pilote             | Copilote           | Équipe                      | Voiture               | Classe             | Temps              | Diff.              | Points             |
| Classement général | Classement général | Classement général | Classement général | Classement général          | Classement général    | Classement général | Classement général | Classement général | Classement général |
| ------------------ | ------------------ | ------------------ | ------------------ | --------------------------- | --------------------- | ------------------ | ------------------ | ------------------ | ------------------ |
| 1                  | 12                 | Esapekka Lappi     | Janne Ferm         | Toyota Gazoo Racing WRT     | Toyota Yaris WRC      | WRC                | 2 h 29 min 26 s 9  | 0 s 0              | 25                 |
| 2                  | 3                  | Elfyn Evans        | Daniel Barritt     | M-Sport World Rally Team    | Ford Fiesta WRC       | WRC                | 2 h 30 min 02 s 9  | +36 s 0            | 22                 |
| 3                  | 11                 | Juho Hänninen      | Kaj Lindström      | Toyota Gazoo Racing WRT     | Toyota Yaris WRC      | WRC                | 2 h 30 min 03 s 2  | +36 s 3            | 16                 |
| 4                  | 15                 | Teemu Suninen      | Mikko Markkula     | M-Sport World Rally Team    | Ford Fiesta WRC       | WRC                | 2 h 30 min 28 s 4  | +1 min 01 s 5      | 12                 |
| 5                  | 9                  | Craig Breen        | Scott Martin       | Citroën Total Abu Dhabi WRT | Citroën C3 WRC        | WRC                | 2 h 30 min 49 s 5  | +1 min 22 s 6      | 10                 |
| 6                  | 5                  | Thierry Neuville   | Nicolas Gilsoul    | Hyundai Motorsport          | Hyundai i20 Coupe WRC | WRC                | 2 h 31 min 00 s 0  | +1 min 33 s 1      | 11                 |
| 7                  | 2                  | Ott Tänak          | Martin Järveoja    | M-Sport World Rally Team    | Ford Fiesta WRC       | WRC                | 2 h 31 min 20 s 5  | +1 min 53 s 6      | 11                 |
| 8                  | 7                  | Kris Meeke         | Paul Nagle         | Citroën Total Abu Dhabi WRT | Citroën C3 WRC        | WRC                | 2 h 32 min 39 s 5  | +3 min 12 s 6      | 4                  |
| 9                  | 6                  | Dani Sordo         | Marc Martí         | Hyundai Motorsport          | Hyundai i20 Coupe WRC | WRC                | 2 h 33 min 38 s 4  | +4 min 11 s 5      | 2                  |
| 10                 | 14                 | Mads Østberg       | Torstein Eriksen   | M-Sport World Rally Team    | Ford Fiesta WRC       | WRC                | 2 h 33 min 48 s 1  | +4 min 21 s 2      | 1                  |
| 21                 | 10                 | Jari-Matti Latvala | Miikka Anttila     | Toyota Gazoo Racing WRT     | Toyota Yaris WRC      | WRC                | 2 h 49 min 42 s 7  | +20 min 15 s 8     | 2                  |
| WRC-2              |                    |                    |                    |                             |                       |                    |                    |                    |                    |
| 1 (11.)            | 40                 | Jari Huttunen      | Antti Linnaketo    | Printsport                  | Škoda Fabia R5 (en)   | WRC-2              | 2 h 39 min 30 s 9  |                    | 25                 |
| 2 (14.)            | 36                 | Quentin Gilbert    | Renaud Jamoul      | Quentin Gilbert             | Škoda Fabia R5 (en)   | WRC-2              | 2 h 41 min 48 s 7  | +2 min 17 s 8      | 18                 |
| 3 (15.)            | 42                 | Tom Cave           | James Morgan       | Adapta                      | Hyundai i20 R5        | WRC-2              | 2 h 43 min 13 s 9  | +3 min 43 s 0      | 15                 |
| Source:            |                    |                    |                    |                             |                       |                    |                    |                    |                    |

### Spéciales chronométrées

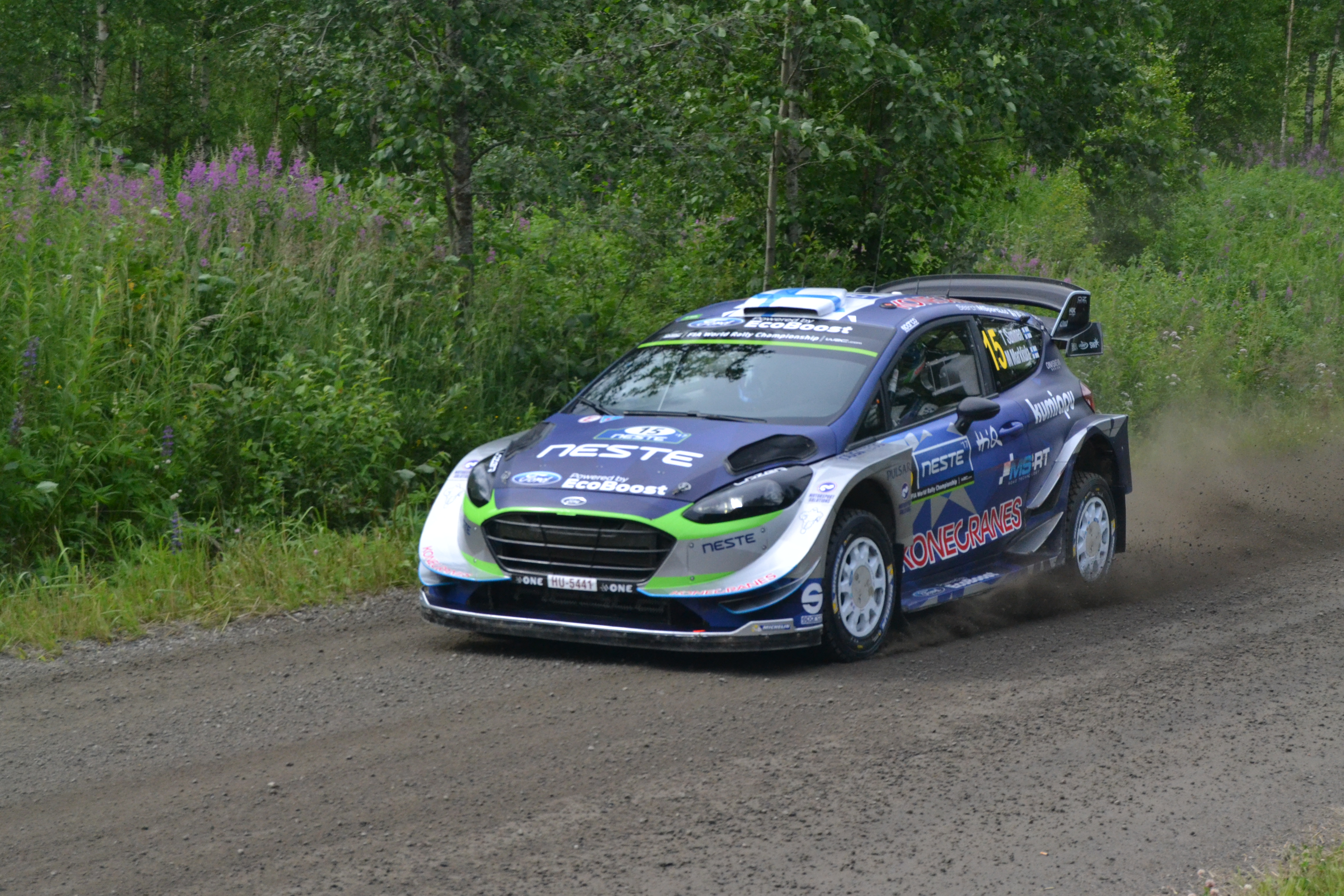
Teemu Suninen, ici durant le rallye, est l'auteur de trois meilleurs temps.

| Étape   | Spéciale | Nom                     | Longueur | Vainqueur                        | Voiture               | Temps         | Meneur du rallye   |
| ------- | -------- | ----------------------- | -------- | -------------------------------- | --------------------- | ------------- | ------------------ |
| Étape 1 | SS1      | Harju 1                 | 2,31 km  | Ott Tänak                        | Ford Fiesta WRC       | 1 min 44 s 1  | Ott Tänak          |
| Étape 1 | SS2      | Halinen 1               | 7,65 km  | Teemu Suninen                    | Ford Fiesta WRC       | 3 min 39 s 7  | Ott Tänak          |
| Étape 1 | SS3      | Urria 1                 | 12,75 km | Jari-Matti Latvala               | Toyota Yaris WRC      | 5 min 56 s 4  | Ott Tänak          |
| Étape 1 | SS4      | Jukojärvi 1             | 21,31 km | Esapekka Lappi                   | Toyota Yaris WRC      | 10 min 06 s 3 | Jari-Matti Latvala |
| Étape 1 | SS5      | Halinen 2               | 7,65 km  | Esapekka Lappi                   | Toyota Yaris WRC      | 3 min 36 s 5  | Jari-Matti Latvala |
| Étape 1 | SS6      | Urria 2                 | 12,75 km | Esapekka Lappi                   | Toyota Yaris WRC      | 5 min 49 s 7  | Jari-Matti Latvala |
| Étape 1 | SS7      | Jukojärvi 2             | 21,31 km | Esapekka Lappi                   | Toyota Yaris WRC      | 9 min 57 s 2  | Jari-Matti Latvala |
| Étape 1 | SS8      | Äänekoski - Valtra 1    | 7,39 km  | Teemu Suninen                    | Ford Fiesta WRC       | 3 min 27 s 4  | Jari-Matti Latvala |
| Étape 1 | SS9      | Laukaa 1                | 11,76 km | Esapekka Lappi                   | Toyota Yaris WRC      | 5 min 51 s 0  | Jari-Matti Latvala |
| Étape 1 | SS10     | Lankamaa                | 21,68 km | Esapekka Lappi                   | Toyota Yaris WRC      | 10 min 21 s 4 | Esapekka Lappi     |
| Étape 1 | SS11     | Äänekoski - Valtra 2    | 7,39 km  | Esapekka Lappi                   | Toyota Yaris WRC      | 3 min 23 s 4  | Esapekka Lappi     |
| Étape 1 | SS12     | Laukaa 2                | 11,76 km | Esapekka Lappi                   | Toyota Yaris WRC      | 5 min 44 s 9  | Esapekka Lappi     |
| Étape 1 | SS13     | Harju 2                 | 2,31 km  | Thierry Neuville                 | Hyundai i20 Coupe WRC | 1 min 46 s 9  | Esapekka Lappi     |
| Étape 2 | SS14     | Pihlajakoski 1          | 14,90 km | Jari-Matti Latvala               | Toyota Yaris WRC      | 6 min 53 s 9  | Esapekka Lappi     |
| Étape 2 | SS15     | Päijälä 1               | 22,68 km | Jari-Matti Latvala               | Toyota Yaris WRC      | 10 min 55 s 5 | Jari-Matti Latvala |
| Étape 2 | SS16     | Ouninpohja 1            | 24,38 km | Jari-Matti Latvala               | Toyota Yaris WRC      | 10 min 56 s 9 | Jari-Matti Latvala |
| Étape 2 | SS17     | Saalahti 1              | 4,21 km  | Jari-Matti Latvala               | Toyota Yaris WRC      | 1 min 58 s 4  | Jari-Matti Latvala |
| Étape 2 | SS18     | Saalahti 2              | 4,21 km  | Jari-Matti Latvala               | Toyota Yaris WRC      | 1 min 56 s 4  | Jari-Matti Latvala |
| Étape 2 | SS19     | Ouninpohja 2            | 24,38 km | Esapekka Lappi                   | Toyota Yaris WRC      | 10 min 49 s 8 | Esapekka Lappi     |
| Étape 2 | SS20     | Pihlajakoski 2          | 14,90 km | Teemu Suninen                    | Ford Fiesta WRC       | 6 min 49 s 0  | Esapekka Lappi     |
| Étape 2 | SS21     | Päijälä 2               | 22,68 km | Elfyn Evans                      | Ford Fiesta WRC       | 10 min 42 s 3 | Esapekka Lappi     |
| Étape 3 | SS22     | Lempää 1                | 6,80 km  | Jari-Matti Latvala               | Toyota Yaris WRC      | 3 min 08 s 4  | Esapekka Lappi     |
| Étape 3 | SS23     | Oittila 1               | 10,12 km | Jari-Matti Latvala               | Toyota Yaris WRC      | 4 min 52 s 1  | Esapekka Lappi     |
| Étape 3 | SS24     | Lempää 2                | 6,80 km  | Jari-Matti Latvala Juho Hänninen | Toyota Yaris WRC      | 3 min 08 s 3  | Esapekka Lappi     |
| Étape 3 | SS25     | Oittila 2 (Power Stage) | 10,12 km | Ott Tänak                        | Ford Fiesta WRC       | 4 min 48 s 6  | Esapekka Lappi     |

### Super spéciale
La super spéciale est une spéciale de 10,12 km courue à la fin du rallye.
| Pos. | Pilote             | Copilote        | Équipe                | Temps        | Différence | Points |
| ---- | ------------------ | --------------- | --------------------- | ------------ | ---------- | ------ |
| 1    | Ott Tänak          | Martin Järveoja | Ford Fiesta WRC       | 4 min 48 s 6 |            | 5      |
| 2    | Elfyn Evans        | Daniel Barritt  | Ford Fiesta WRC       | 4 min 50 s 1 | +1 s 5     | 4      |
| 3    | Thierry Neuville   | Nicolas Gilsoul | Hyundai i20 Coupe WRC | 4 min 50 s 6 | +2 s 0     | 3      |
| 4    | Jari-Matti Latvala | Miikka Anttila  | Toyota Yaris WRC      | 4 min 50 s 9 | +2 s 3     | 2      |
| 5    | Juho Hänninen      | Kaj Lindström   | Toyota Yaris WRC      | 4 min 51 s 3 | +2 s 7     | 1      |

## Classements au championnat après l'épreuve

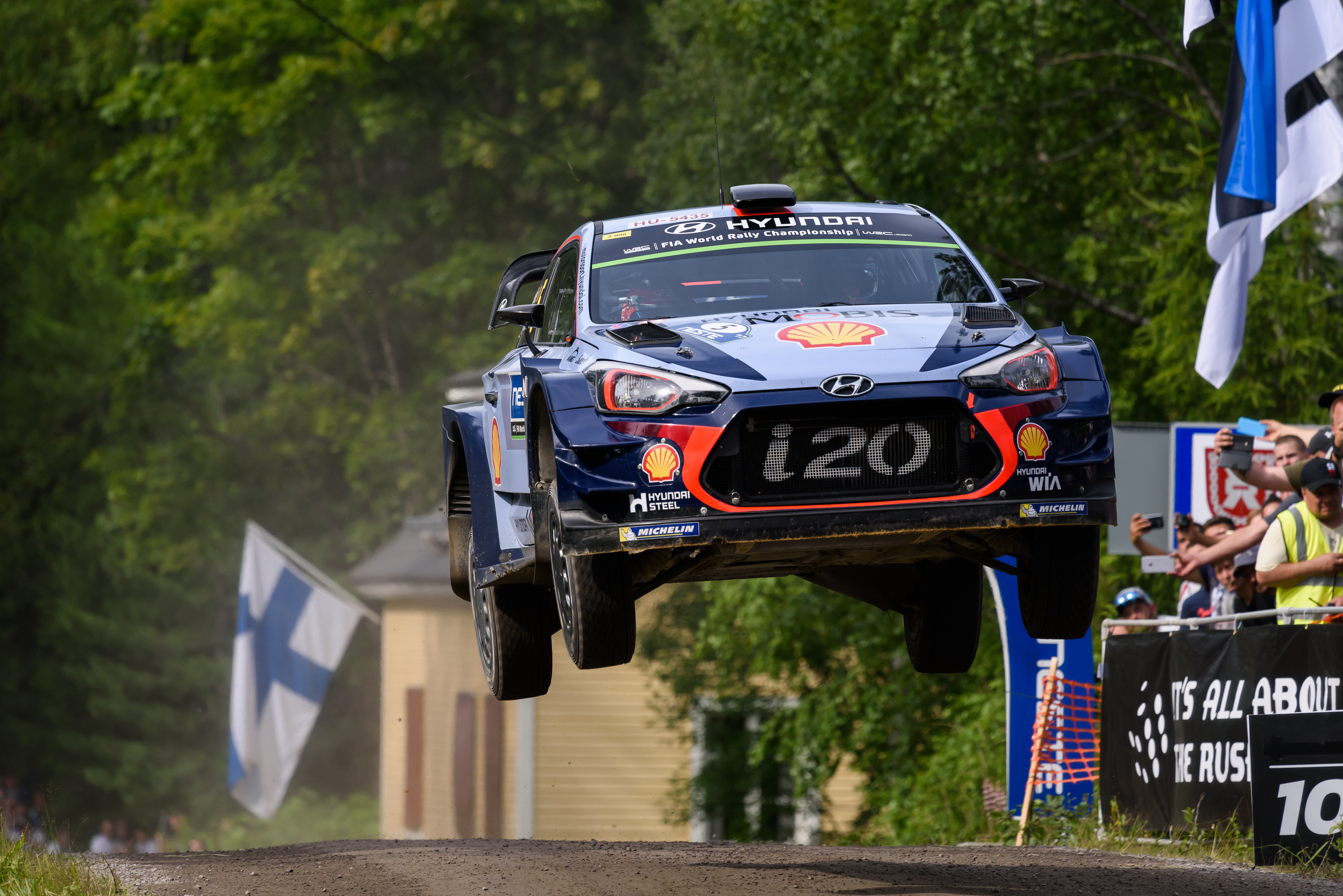
Thierry Neuville, ici durant le rallye, prend la tête du championnat à l'issue de l'épreuve.

|   | Pos. | Pilote             | Points |
| - | ---- | ------------------ | ------ |
| 1 | 1    | Thierry Neuville   | 160    |
| 1 | 2    | Sébastien Ogier    | 160    |
| 1 | 3    | Ott Tänak          | 119    |
| 1 | 4    | Jari-Matti Latvala | 114    |
|   | 5    | Dani Sordo         | 84     |

|  | Pos. | Constructeur                | Points |
|  | ---- | --------------------------- | ------ |
|  | 1    | M-Sport World Rally Team    | 285    |
|  | 2    | Hyundai Motorsport          | 251    |
|  | 3    | Toyota Gazoo Racing WRT     | 193    |
|  | 4    | Citroën Total Abu Dhabi WRT | 135    |